# Secretaría del Despacho Presidencial de Honduras
Secretaría de Estado de la Presidencia de Honduras es el encargado de lo concerniente a la Secretaría General de la Presidencia de la República, la Dirección Superior de Servicio Civil y de los servicios de información y prensa del Gobierno y la coordinación de las actividades

## Datos
- Nombre: Secretaría de Estado en el Despacho Presidencial
- Dirección: Palacio José Cecilio del Valle Casa Presidencial, Tegucigalpa, M.D.C. Honduras, C.A.

## Página web
- PODER EJECUTIVO Secretarías de Estado
- Honduras y Taiwán Inauguran Túnel de Artesanías

- Datos: Q6123258
- Multimedia: Government of Honduras / Q6123258